# Finbarr O'Reilly
Pour les articles homonymes, voir O'Reilly.
Finbarr O'Reilly, né en 1971 à Swansea au pays de Galles, est un photographe canadien et britannique.

## Biographie
Finbarr O'Reilly a été correspondant culturel pour le Globe and Mail, puis a passé trois ans à rédiger des articles sur le divertissement et la pop culture pour le National Post. Il a rejoint Reuters en 2001 comme correspondant indépendant. En 2003, il a coproduit The Ghosts of Lomako, un documentaire sur la protection des singes bonobos en République démocratique du Congo. La même année, il codirige The Digital Divide, un documentaire sur les nouvelles technologies dans les pays en voie de développement.
Le jury international du concours World Press Photo a choisi une photo qu’O’Reilly a prise pour Reuters comme la photo de presse de l’année 2006. Elle montre les doigts squelettiques d'un enfant d'un an, appuyés contre les lèvres de sa mère, dans un centre alimentaire d'urgence au Niger.
Finbarr O'Reilly vit à Dakar au Sénégal. Il est le photographe en chef de Reuters Ouest et Centre Afrique. Il a documenté la pauvreté des Afrikaners dans la réserve de Coronation, une communauté nomade de quatre cents personnes vivant à Krugersdoorp, au nord-ouest de Johannesbourg.

## Publications
- Finbarr O'Reilly et Thomas James Brennan, Shooting Ghosts, A U.S. Marine, a Combat Photographer, and Their Journey Back from War, Penguin Random House, 2017, 352 p. (ISBN 978-0399562549)
- Congo in Conversation : conversation entre Mark Sealy, Finbarr O’Reilly et Emeric Glayse (préf. Finbarr O’Reilly), Paris, Reliefs / Fondation Carmignac, 2020 (ISBN 9782380360240)
- Finbarr O’Reilly, Comfort Ero, Juge Antoine Kesia-Mbe Mindua de la CPI, Congo, une lutte sublime, Paris, Reliefs / Fondation Carmignac, 2022, 128 p. (ISBN 9782380360240)

## Prix et distinctions
- 2006 : World Press Photo of the Year[2].
- 2019 : World Press Photo, premier prix dans la catégorie Portraits[2].
- 2020 : Prix Carmignac du photojournalisme pour son projet consacré à la République démocratique du Congo[2].
- 2021 : TIME's Top 100 Photos of 2021[3]

## Expositions
Liste non exhaustive
- 2021 : « Congo in conversation, Grilles de la tour Saint-Jacques, Paris, du 6 janvier au 2 février
- 2021 : « Congo in conversation, Antwerp Photo, Anvers, du 26 juin au 26 septembre.